# 塩原温泉駅

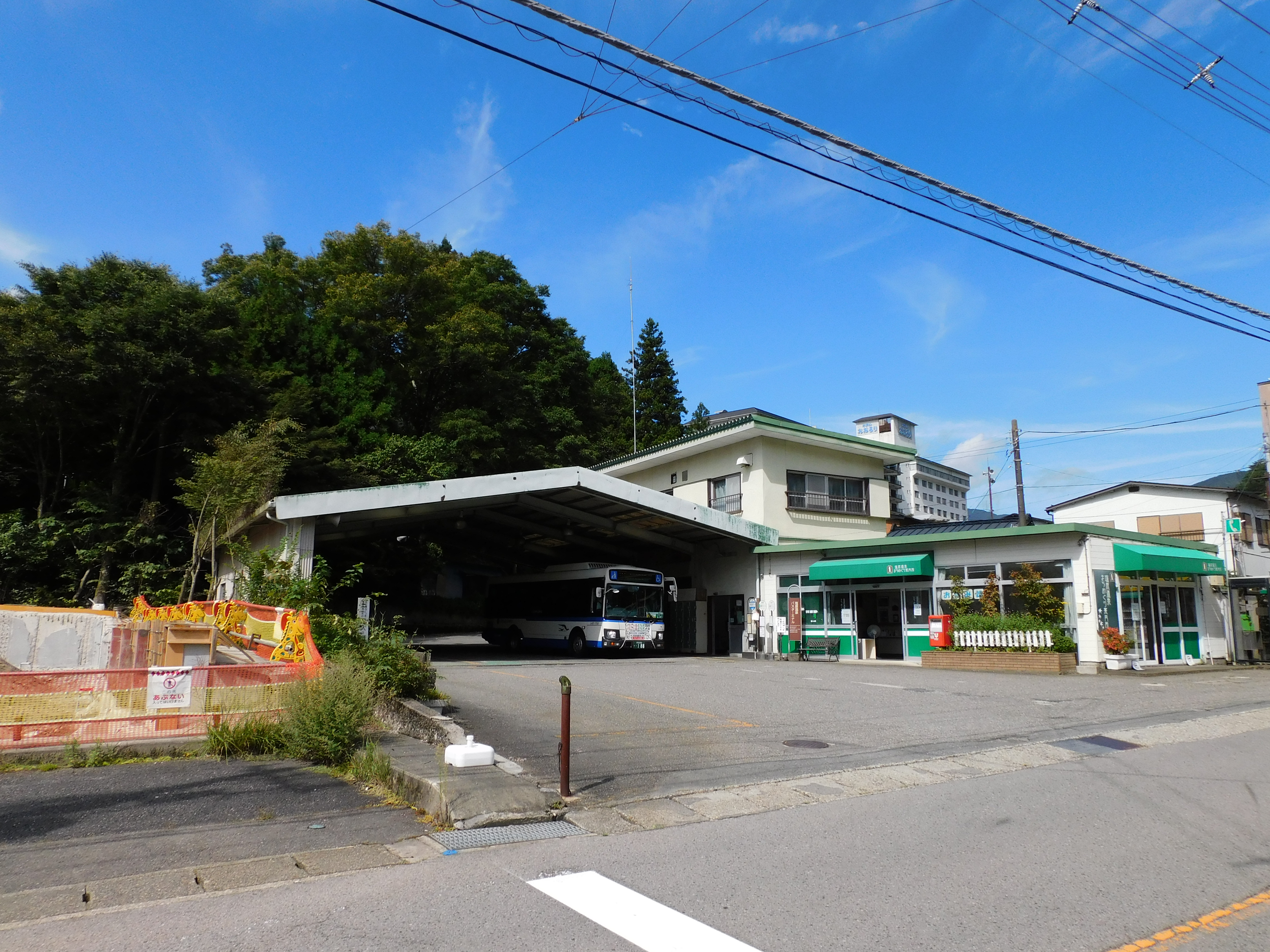
塩原温泉バスターミナル（2022年）

塩原温泉駅（しおばらおんせんえき）は栃木県那須塩原市塩原にあるジェイアールバス関東（JRバス関東）西那須野支店のバスターミナル（自動車駅）である。停留所としての名称はS10塩原温泉バスターミナル。

## 概要
塩原温泉郷の古町（ふるまち）地区にあり、開業当初は塩原古町という名称であった。

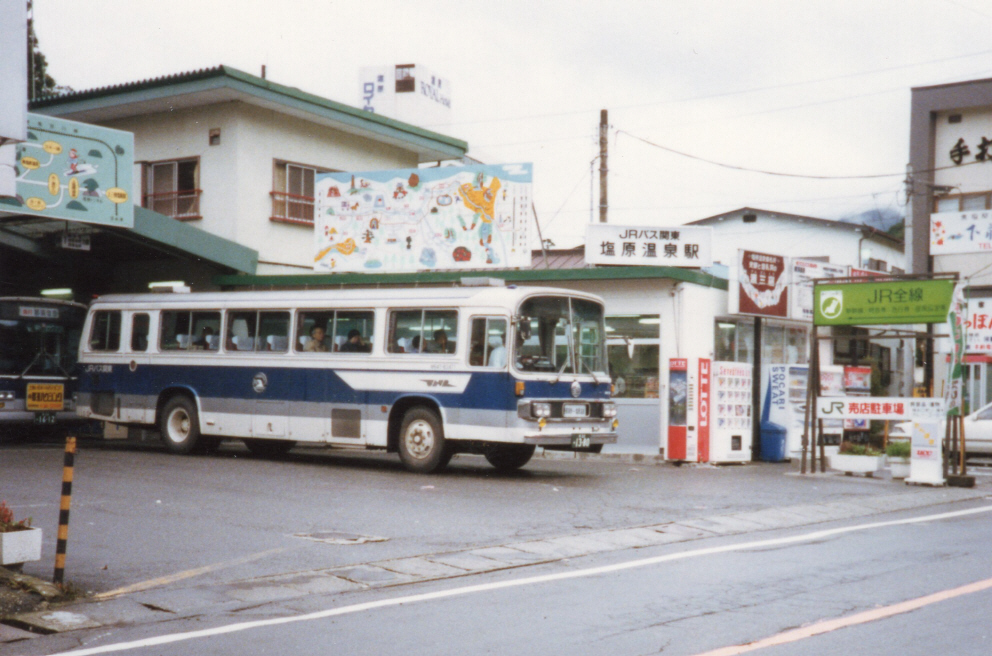
塩原温泉駅（1991年）

1990年代までは西那須野支店の塩原営業所としても機能しており、常駐する車両も存在した。また、みどりの窓口・売店・喫茶コーナーも揃った本格的なバス駅であった。
しかし、相次ぐ路線廃止により、西那須野支店自体の一般路線が塩原線のみになってしまったことから、営業所としては閉鎖となった。また、高速バス「もみじ号」（現・「那須・塩原号」）の発着が那須温泉へ振り分けられ、予約制のバスが減少したこともあり、2006年5月14日限りで窓口営業も終了となった。
以後は塩原温泉バスターミナルと案内されており、塩原線と那須塩原市地域バス「ゆーバス」（塩原・上三依線）および「ゆ～タク」（新湯線）や旅館の送迎車との乗り継ぎターミナルとして機能している。旅館などのホームページでは、2007年現在でも「塩原温泉駅」と表記されているものもある。
住所は栃木県那須塩原市塩原768。

## 沿革
- 1937年（昭和12年） 設置[2]

## 利用できる路線
- JRバス塩原線[3]

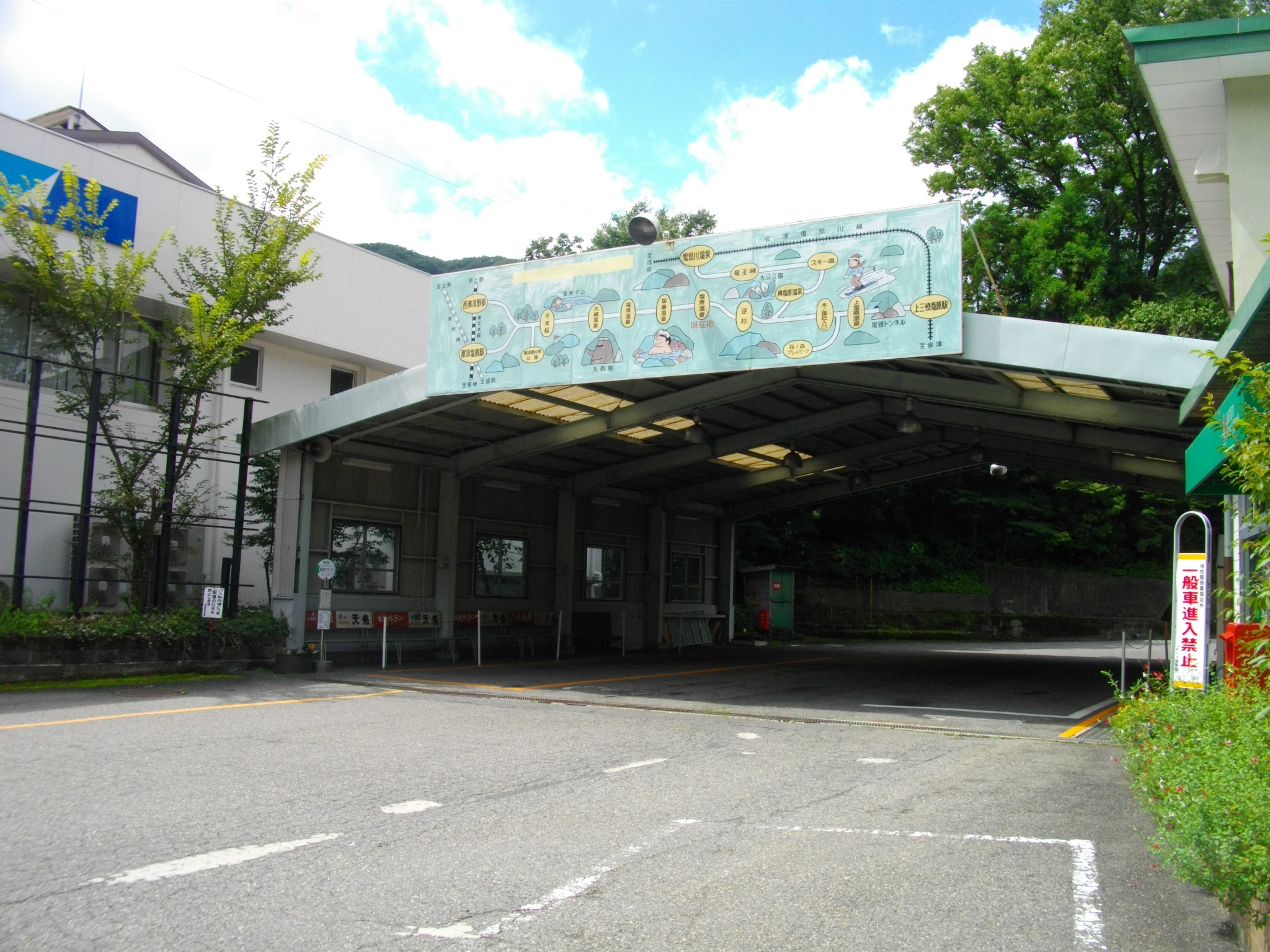
塩原温泉バスターミナル（2014年）

  - 塩原大網・アグリパル塩原・西那須野駅・那須塩原駅方面
- 高速バス「那須・塩原号」[4]
  - 王子駅・池袋駅東口（降車のみ）・バスタ新宿（新宿駅）方面　※運休中
- 那須塩原市地域バス「ゆーバス」 塩原・上三依線（那須塩原市よりJRバス関東が受託運行）[5]
  - 上り・上三依塩原温泉口駅 → 中塩原 → 塩原温泉バスターミナル → 塩原福渡 → 医師会塩原温泉病院 → 塩原温泉バスターミナル
  - 下り・塩原温泉バスターミナル → 医師会塩原温泉病院 → 塩原温泉福渡 → 塩原温泉バスターミナル → 中塩原 → 上三依塩原温泉口駅
- 那須塩原市地域バス ゆ～タク新湯線（黒磯観光タクシーが受託運行）
  - 新湯公民館・上の原集会施設 - 塩原温泉バスターミナル

### 過去の路線
- 日光・那須満喫ライナー（東野交通・日光交通、特定日運行）
  - 湯西川温泉駅・鬼怒川温泉駅・東武日光駅方面（JRバス運行）
  - 友愛の森・那須温泉方面

## 特記事項
- 1999年頃までは「ディスカバー・ジャパン」のスタンプも設置されていた。
- 喫茶・売店コーナーを流用した塩原温泉まちめぐり案内所が併設されている[1]。
- 紅葉シーズンのオープントップバス運行の発着所としても使用される[6]。